# 愛宕神社 (登米市豊里町)
愛宕神社（あたごじんじゃ）は、宮城県登米市豊里町寿崎にある神社。

## 概要
火防守護、家内安全に御利益があるとされている。

## 歴史
- 1651年（慶安4年）6月24日 本吉郡相川城主の武山牧之進眞光（8,000石）の長子である源六道直が赤生津村に移住し、袴ヶ館に社地を選定して仮宮を建立した。
- 1680年（延宝8年）6月 本殿を建立する。
- 1795年（寛政7年）10月 社殿を造り替える。
- 1831年（天保2年） 火災のため、仮宮を建造する。
- 1879年（明治12年） 村社に列格される。
- 1880年（明治13年） 6月24日 現在の社殿を重営した。
- 1903年（明治36年） 山城本社より神霊を奉遷し更に祭祀を厳修した。
- 1944年（昭和19年） 11月8日、供進社の指定を受ける。

## 鎮座地
宮城県登米市豊里町寿崎26番地

## 周辺の見所
- 平筒沼
- 笑沢自然公園
- 香林寺山門
- 赤生津館跡

## アクセス
- 三陸沿岸道路桃生豊里ＩＣより約15分
- JR東日本気仙沼線陸前豊里駅から徒歩30分